# (36401) 2000 OK47
2000 OK47 (asteroide 36401) é um asteroide da cintura principal. Possui uma excentricidade de 0.21331270 e uma inclinação de 3.10370º.
Este asteroide foi descoberto no dia 31 de julho de 2000 por LINEAR em Socorro.